# Daniel Nascimento (hacker)
Daniel Lofrano Nascimento, mais conhecido como Daniel Nascimento, nasceu em 1988 em Bauru, em São Paulo, é um ex-hacker que se tornou um dos mais renomados consultores de segurança digital do Brasil. 
Ainda menor de idade, invadiu servidores nacionais e estrangeiros, como os do governo, e atacou a rede da Telemar, empresa de telecomunicações  que mais tarde daria origem à Oi, ato este que deixou a Região Nordeste sem internet durante uma semana.
Atraído pelo deslumbramento de carros, mulheres e poder, o ex-hacker  mergulhou no mundo virtual e se envolveu com criminosos. Daniel ainda fez parte de uma organização criminosa que movimentou milhões de reais e viveu intensamente uma vida de ostentação. Em 2005, foi detido e preso pela Policia Federal na Operação Ponto Com. 
Após sua libertação, Daniel transformou sua experiência em conhecimento para o bem. Em 2013, fundou a DNPontocom, uma empresa especializada em segurança digital que trabalha com grandes corporações e desenvolve projetos inovadores. Ele também se envolveu em iniciativas sociais e no combate a crimes cibernéticos, incluindo uma colaboração com a Serasa para aprimorar serviços antifraude e ajudar consumidores a evitar golpes digitais. Além disso, Daniel é conhecido por seu projeto "Fake News Autentica", apresentado no Senado Federal, que busca combater a disseminação de notícias falsas usando inteligência artificial e análise de dados. Ele também realiza palestras em todo o país, discutindo temas como cibersegurança e fake news 
Sua história até à sua detenção foi contada pelo próprio em um livro e vai virar um filme, previsto para ser lançado no primeiro semestre de 2025.O filme foi dirigido e co-roteirizado por Fabrício Bittar, da série “Bugados” e do filme “Como Hackear seu Chefe”, com produção da Clube Filmes, em coprodução com Vitrine Filmes e Telecine
Em O Rei da Internet, quem interpretará Daniel será o ator João Guilherme. Marcelo Serrado interpretará um líder criminoso que recruta o jovem para integrar sua organização. O longa-metragem é  baseado no livro DN pontocom: A Vida Secreta e Glamourosa de um Ex-Hacker, de Daniel Nascimento e Sandra Rossi, que retrata a história real do ex-hacker.

## Carreira
Em 2013, nasceu a DNPontocom, quando Daniel Nascimento começou a contar sua história no livro Dnpontocom – A Vida Secreta e Glamourosa de Um Ex-hacker. Após grande repercussão na mídia, Nascimento viu que poderia unir sua experiência com outros experts da tecnologia e formar um time de elite para criar projetos sociais, ajudar empresas e até mesmo o nosso governo. Desde então esse time vem criando soluções tecnológicas em diversas áreas.
Trabalhando com grandes empresas, a DN é uma das mais importantes empresas de segurança digital do país, desenvolvendo projetos e associando tecnologia e segurança, no patamar internacional de inovação. 
Em 2017, Daniel Nascimento realizou um estudo para a Serasa, empresa brasileira de análises e informações para decisões de crédito e apoio a negócios, para aprimorar os seus serviços antifraude e ajudar o consumidor a se proteger e evitar prejuízos com a ação de golpes digitais. O Serasa Antifraude faz o monitoramento do CPF e avisa sobre qualquer movimentação, como consultas de empresas para liberar crédito, aberturas de empresas e contas telefônicas. O recurso foi amplamente divulgado na mídia e pode ser visto no Portal Pequenas empresas & Grandes Negócios, com entrevista com o próprio Daniel.

### Projeto Fake News Autentica
Em março de 2018, Daniel Nascimento foi convidado a participar de sessão do Senado Federal com o debate sobre Fake News, em que apresentou o seu projeto Fake News Autentica,que poderá ajudar a combater a disseminação de notícias falsas e sensacionalistas na internet. A ideia do projeto é simples e o portal será formado por uma junta de jornalistas e analistas que investigam notícias divulgadas na internet e que validam a veracidade dessas informações, criando trendings topics no portal. Junto à averiguação desse grupo há ainda o trabalho dos bots, um robô que automatiza procedimentos computadorizados, espalhados na internet e nas redes sociais, que fazem a leitura e captam também essas informações. O bot também será responsável pela absorção das dúvidas das pessoas sobre determinado conteúdo, em que ao utilizar a hashtag #fakenewsautentica, é possível permitir o rastreamento pelo robô dessa matéria e a validação de sua veracidade pelo portal. Por outro lado, há também um trabalho de inteligência artificial, em que a partir da coleta de dados dos focos de onde estão sendo espalhadas essas fake news, essas informações poderão ajudar as entidades responsáveis a combater esses crimes da internet.

### Pesquisa
A DNPontocom desenvolveu uma pesquisa mostrando com as gerações X, Y e Z reagem às fake News no Facebook. O estudo baseado em inteligência artificial mostrou que mais novos são mais propensos a compartilhar notícias sem checar.
Com base em quatro tipos diferentes de inteligência artificial, foram analisados 23.428 perfis abertos no Facebook, suas reações às notícias, posts compartilhados, informações básicas do perfil, familiares, e localização.
As conclusões que os pesquisadores chegaram com base nos dados coletados mostra que 7 em cada 10 pessoas da geração Z lê apenas os títulos das matérias e “não prestam atenção no contexto apresentado”.
Na geração X, por outro lado, 6 entre 10 têm mais paciência para ler a notícia completa, mas menos facilidade para identificar a credibilidade da fonte. Entre os da geração Y, 60% pesquisam a mesma notícia em mais de uma fonte.
Sobre as influências sofridas pelas pessoas nas redes, o estudo identificou que a geração Z se guia mais pela opinião de celebridades, e a geração X é mais influenciada por intelectuais.
Para Daniel Nascimento, o maior desafio no combate às fake news é educar os mais jovens, da geração Z.

### Palestras
Daniel Nascimento roda todo o país palestrando sobre diversos assuntos, entre eles: Segurança Digital e Fake News.
Na Mídia
Daniel Nascimento também já foi destaque nos principais programas de TV:
- Conexão Repórter (SBT) 
- Todo Seu (TV Gazeta) 
- The Noite com Danilo Gentili (SBT) 
- Altas Horas (TV Globo) 

## Obras
- Nascimento, Daniel; Rossi, Sandra (2014). Dnpontocom - A Vida Secreta e Glamourosa de Um Ex-hacker. [S.l.]: Idea Editora. ISBN 9788588121690